# Парфений (Сопковский)
Епископ Парфений (в миру Павел Васильевич Сопковский или Сапковский; 6 (17) декабря 1717, местечко Мотовиловка — 7 (18) марта 1795) — епископ Русской православной церкви, епископ Смоленский и Дорогобужский.

## Биография
Родился в 1717 году в местечке Мотовиловка под Киевом.
Обучался в Киевской духовной академии.
В 1744 году вызван в Новгородскую духовную семинарию и назначен преподавателем в ней.
В 1749 году, 32-х лет отроду, будущий архипастырь был пострижен в монахи, посвящён в иеродиакона, затем иеромонаха.
С 1750 года — префект Новгородской духовной семинарии.
18 февраля 1756 года возведён в сан архимандрита Антониева монастыря и определён ректором Новгородской духовной семинарии.
23 апреля 1758 года перемещён в Хутынский Спасо-Варлаамиев монастырь с оставлением в должности ректора духовной семинарии.
В 1758 году епископ Парфений постригал в монашество будущего святителя Тихона Задонского в Новгородском Антониевом монастыре.
6 ноября 1759 года хиротонисан во епископа Кексгольмского и Ладожского, викария Новгородской епархии, с оставлением в должности настоятеля Хутынского монастыря.
7 марта 1761 года назначен епископом Смоленским и Дорогобужским.
Епископ Парфений отличался особенной любовью к храмоздательству. Почти все смоленские храмы построены в его управление, в частности, Одигитриевский, Крестовоздвиженский, Богоявленский собор и другие. Он устроил каменный архиерейский дом и церкви в загородных домах.
Преосвященный Парфений заботился о проповедании слова Божия и сам усердно проповедовал. По просьбе святителя Георгия (Конисского) епископом Парфением была написана «Книга о должностях пресвитеров приходских» (1776), служившая руководством и учебником для семинарий. Будучи учебным пособием, книга содержала в то же время и практические указания по различным вопросам права. Будучи утверждена к печати Святейшим Синодом, книга нашла широкое распространение по всей России и сохраняла своё значение вплоть до издания Устава духовных консисторий в 1841 году. Книга неоднократно переиздавалась.
Отличался простотой и искренним участием к нуждам человеческим. Друг страждущих и обидимых. Был смиренный, незлобивый, благожелательный ко всем.
Много трудился в деле обращения ушедших из Православия, ополяченных жителей Западной Руси через посредство духовной семинарии, в которую принимались и дворяне.
Содержал многих сирот на своём иждивении в училищах. Талантливых выпускников семинарии за свой счёт отправлял в Московский университет.
Часто во время богослужения становился на клирос и вместо причетников читал положенное по уставу, чтобы показать собственным примером, каково должно быть чтение в храме Божием.
Строго взыскивал преосвященный с тех священнослужителей, которые не исполняли своей обязанности непрестанно проповедовать слово Божие. За неисполнение этой обязанности он наказывал, как за самое важное преступление. Монашествующим назначал общеполезное занятие — запись достопамятных происшествий.
Тиха и покойна была кончина преосвященного Парфения. Последние слова его были: «Господи, прости; Владыко, прости; Спасителю, прости».
Скончался 7 марта 1795 года. Погребён в Успенском соборе, у западных дверей.

## Сочинения
- Книга о должностях пресвитеров церковных. — СПб., 1776; М., 1823.
- Три слова при открытии Полоцкого наместничества. — СПб., 1779.